# Gle Bayu
Gle Bayu är en kulle i Indonesien.   Den ligger i provinsen Aceh, i den västra delen av landet, 1 800 km nordväst om huvudstaden Jakarta. Toppen på Gle Bayu är 30 meter över havet.
Terrängen runt Gle Bayu är kuperad åt nordost, men åt sydväst är den platt. Havet är nära Gle Bayu åt sydväst. Runt Gle Bayu är det ganska tätbefolkat, med 58 invånare per kvadratkilometer. I omgivningarna runt Gle Bayu växer i huvudsak städsegrön lövskog.